# زبیسلاویتسه
زبیسلاویتسه (به چکی: Zbyslavice) یک منطقهٔ مسکونی در جمهوری چک است که در شهرستان استراوا-میستو واقع شده‌است. زبیسلاویتسه ۷٫۴ کیلومتر مربع مساحت و ۶۱۸ نفر جمعیت دارد و ۳۴۷ متر بالاتر از سطح دریا واقع شده‌است.